# Gymnura australis
La raya mariposa australiana (Gymnura australis) es una especie de raya mariposa perteneciente a la familia Gymnuridae.

## Descripción
De forma parecida a otros gimnúridos, G. australis carece de aleta caudal y presenta un disco muy ancho. Durante su madurez, la anchura de su disco suele medir entre 35 y 40 cm, aunque el máximo tamaño reportado asciende a casi 1 m.Poseen un color marrón grisáceo que puede variar entre tonos más claros y oscuros, y una cola muy corta con un patrón de rayas blancas y negras. 

## Distribución
G. australis posee una distribución muy restringida, limitada a la costa norte de Australiapero también encontrada en Papúa Nueva Guinea y algunas regiones de Indonesia, en mares tropicales como los presentes entre otros gimnúridos. Aparece a lo largo de la plataforma continental en hábitats arenosos y fangosos sobre todo en regiones más costeras como estuarios y las zonas intermareales.

## Ecología
Se trata de una especie bentónica y demersal que se alimenta mayoritariamente de peces teleósteos.

### Biología reproductiva
Poseen una reproducción mediante ovoviviparismo (viviparismo aplacentario) donde camadas de entre 4 y 6 embriones se alimentan inicialmente de la yema de los huevos y posteriormente se nutren de los fluidos uterinos segregados por la madre. Las hembras poseen un único ovario funcional y dos úteros, mientras que los machos poseen un único testículo funcional.

## Estatus de conservación
A pesar de que esta especie se haya indicado para la categoría "preocupación menor" (LC) según UICN, y no se considere que ejerza ningún peligro en contacto con personas aunque tenga un interés menor es actualmente pescada y también atrapada como producto de captura por barcos arrastreros de camarones y gambas.